# Piet Ikelaar
Petrus Gerardus Ikelaar, dit Piet Ikelaar (né le 2 janvier 1896 à Amsterdam et mort le 25 novembre 1992 dans la même ville) est un coureur cycliste néerlandais. Lors des Jeux olympiques de 1920, il a remporté les médailles de bronze du tandem avec Frans de Vreng et des 50 km, et s'est classé huitième de la course en ligne. Il a été deux fois champion des Pays-Bas sur route, en 1923 et 1924.

## Palmarès
- 1917
  - 2e du championnat des Pays-Bas sur route
- 1920
  - 2e du championnat des Pays-Bas sur route
  -  Médaillé de bronze des 50 km aux Jeux olympiques
  -  Médaillé de bronze du tandem aux Jeux olympiques
  - 8e de la course en ligne des Jeux olympiques
- 1921
  - 3e du championnat des Pays-Bas sur route
- 1923
  - Champion des Pays-Bas sur route
- 1924
  - Champion des Pays-Bas sur route
- 1925
  - 2e du championnat des Pays-Bas sur route